# Bluebird-Proteus CN7
Pour les articles homonymes, voir Bluebird.
Le Bluebird-Proteus CN7 est une voiture qui décroche le record de vitesse sur terre. Conduite par Donald Campbell, elle est construite en 1960 et reconstruite en 1962.

## Conception
En 1956, Campbell a commencé à planifier une voiture pour battre le record de vitesse sur terre, qui s'élevait alors à 630 km/h. Les frères Norris, qui avaient conçu l'hydroplane Bluebird K7, ont conçu le Bluebird-Proteus CN7 avec pour objectif d'atteindre 800 km/h. La voiture pesait 4 tonnes et a été construite avec de l'aluminium en nid d'abeille d'une immense résistance, avec suspensions entièrement indépendantes. La voiture avait 4 roues motrices, des pneus de 52 pouces Dunlop, des aérofreins ainsi que des freins à disques. Le CN7 (Campbell-Norris 7) qui a été construit par Motor Panel à Coventry, a été terminé au printemps de 1960 et a été équipé par un Bristol Siddeley Proteus à turbine libre (turbopropulseur), un moteur fournissant 4 500 ch (3 320 kW). La puissance a été distribuée aux quatre roues par deux boîtes de vitesses à rapport unique de David Brown avec différentiel, sans embrayage ni pignons. L'air pour la turbine était aspiré à travers le nez de la voiture et canalisé autour du conducteur, la cabine de pilotage a été positionnée à l'avant des roues avant, et son empattement est identique à celle du Railton Special de John Cobb. Le Proteus a été construit grâce à la conjonction des efforts de quelque quatre-vingts entreprises britanniques, et aurait coûté environ 1 million de livres sterling pour la conception suivi d'un autre million de livres pour le maintien opérationnel.